# Corea del Sur en los Juegos Olímpicos de Lake Placid 1980
Corea del Sur estuvo representada en los Juegos Olímpicos de Lake Placid 1980 por diez deportistas, seis hombres y cuatro mujeres, que compitieron en cuatro deportes.
El equipo olímpico surcoreano no obtuvo ninguna medalla en estos Juegos.